# 马赫穆德
马赫穆德·托黑鲁尔汗（Mahmut Torgul Kara Han，？—1074年），东喀喇汗第四任可汗，优素福·卡迪尔汗的之子。1062年，他侄子伊卜拉欣汗阵亡。马赫穆德被他大哥苏莱曼·卡迪尔汗的儿子哈桑·桃花石·博格达汗拥立为可汗。
根据《宋史·于阗传》的记载，1063年（宋仁宗嘉祐八年）十一月，东喀喇汗国遣使罗撒温到宋朝，请求宋英宗给予其国王以归忠保顺[石后]鳞黑韩王的称号。[石后]鳞就是金翅乌的意思，与托黑鲁尔的意思鹫相通。
1074年，马赫穆德去世后，其子奧瑪爾继位。
| 前任： 伊卜拉欣汗 | 东喀喇汗可汗 1062年—1074年 | 繼任： 奧瑪爾 |